# زمین‌لرزه ۱۹۷۴ پاناما
زمین‌لرزه پاناما  در تاریخ ۱۳ ژوئیه ۱۹۷۴ میلادی، برابر با ‎۲۲ تیر ۱۳۵۳، ساعت ۱:۱۸:۲۲ به زمان یوتی‌سی در پاناما رخ داد. ژرفای این زلزله ۳ کیلومتر بود، و بزرگی آن ۷٫۳ در مقیاس Ms اعلام شده‌است. زمین‌لرزه به وقت محلی در روز جمعه، ساعت ۲۰ روی داده و منطقه زمانی آن یوتی‌سی -۵ بوده‌است .
سازمان زمین‌شناسی آمریکا نیز رومرکز این زمین‌لرزه را در مختصات ۷°۴۴′۴۹″شمالی ۷۷°۴۱′۱۷″غربی / ۷٫۷۴۷°شمالی ۷۷٫۶۸۸°غربی و ژرفای آنرا در ۱۲ کیلومتر گزارش کرده است. بزرگی برگزیدهٔ این سازمان از میان بزرگیهای محاسبه‌شدهٔ مختلف ۷٫۳ در مقیاس Ms بوده و از دید اثر، در میان چهار دسته‌بندی «نامحسوس»، «محسوس»، «زیان‌آور» یا «با تلفات»، زلزله را «با تلفات» اعلام کرده‌است.نزدیک به ۵۰ ساختمان در زمین‌لرزه خراب شده یا آسیب دیده‌است.
شمار کشتگان زلزله حدود ۱۱ نفر بوده‌است.